# The Golden Age (canción)
«The Golden Age» es una canción del grupo danés de indie pop The Asteroids Galaxy Tour. Fue lanzada como single el 13 de septiembre de 2009, como descarga digital en Dinamarca, de su álbum de estudio debut Fruit. La canción fue producida por Lars Iversen y escrita por Mette Lindberg y Lars Iversen. La canción ha entrado en las listas de éxitos de Austria, España, Suiza, Reino Unido, Canadá y Estados Unidos.

## Vídeo musical
El 7 de agosto de 2009 se estrenó en YouTube un vídeo musical para acompañar el lanzamiento de The Golden Age, con una duración total de tres minutos y cincuenta y seis segundos. Presenta a The Asteroids Galaxy Tour actuando en el espacio que tiene a los planetas del sistema solar.

## Alusiones dentro de la canción
La canción hace alusión al Rat Pack de Hollywood y a Frank Sinatra. Más adelante hace referencia al personaje de Sally Bowles, interpretado por Liza Minnelli en el musical Cabaret, basado a su vez en el libro de Christopher Isherwood Adiós a Berlín.

## Anuncios de Heineken y Deutsche Bahn
La canción se utilizó en un anuncio de Heineken de 2011, así como en uno de 2022 para Deutsche Bahn. Hay una versión larga de la canción completa con un vídeo musical y otra más corta para anuncios en televisión.

## Posición en listas
| Listas (2011-2013)                              | Posición más alta |
| ----------------------------------------------- | ----------------- |
| Austria (Ö3 Austria Top 40)                     | 4                 |
| Canadá (Canadian Hot 100)                       | 60                |
| España (PROMUSICAE)                             | 19                |
| Estados Unidos (Bubbling Under Hot 100 Singles) | 9                 |
| Irlanda (IRMA)                                  | 91                |
| Países Bajos (Single Top 100)                   | 27                |
| Reino Unido (UK Singles Chart)                  | 70                |
| Suiza (Schweizer Hitparade)                     | 7                 |